# Gabriel Ludwig Lory
Pour les articles homonymes, voir Lory.
Gabriel Lory (père), né le 20 juin 1763 à Berne et mort en 12 novembre 1840 à Berne, est un peintre, dessinateur, aquarelliste paysagiste et illustrateur.

## Biographie
Gabriel Ludwig Lory, né le 20 juin 1763 à Berne, est le fils de Niklaus Lory, cocher de fiacre, et d'Elisabeth Stucki. Sa première épouse, Wilborada Fehr étant décédée en 1814, il se remarie avec Barbara Fuchser originaire d'Oberdiessbach en 1816. Il est le père de Gabriel Lory le Jeune (1784–1846), peintre, dessinateur et aquarelliste comme son père.
Il travaille comme apprenti paysagiste et aquarelliste chez Caspar Wolf et Johann Ludwig Aberli de Berne ; par la suite à Genève comme coloriste avec Louis Albert Guislain Bacler d'Albe et Jean-François Albanis de Beaumont (1755–1812). Il est engagé ensuite comme illustrateur par l'éditeur Bartholomäus Fehr de  St. Gall dont il épouse la sœur, Wilborada.
À partir de 1784, Lory est de retour à Bern travaillant sur une édition de panoramas paysagers coloriés. En 1787, il édite les gravures coloriées avec Simon Daniel Lafond (1763-1831), portant principalement sur l'Oberland bernois, plus tard aussi sur les paysages d'autres lieux du canton de Berne, du canton du Tessin et de la Suisse centrale. Une compilation de ses impressions de paysages suisses est éditée à Leipzig en 1795. Durant les années 1795–1801, il dirige à Herisau l'édition de vues de Moscou et de Saint-Petersbourg. Pendant les années 1805–1812, il travaille à Neuchâtel pour le cartographe Jean-Frédéric d’Ostervald pour illustrer le Voyage pittoresque de Genève à Milan par le Simplon en 1811 et le Voyage pittoresque dans la vallée de Chamouni et autour du Montblanc en 1815.
À partir de 1812 jusqu'à son décès en 1840, il réside dans sa ville natale de Berne dessinant pour les Alpenrosen, almanach bernois, et collabore aux projets d'édition de son fils.
La facture picturale de Gabriel Lory, père est inspirée du style néo-classique. L'image est construite par plans successifs, le premier plan étant souvent une scène de genre bucolique et les lointains sont la plupart du temps estompés. Les couleurs sont adoucies et le ciel est généralement bleu avec différentes tonalités. Dans le choix des sujets, les Lory père et fils recherchent le pittoresque et l'agréable à la vue tout en fournissant un témoignage pictural précis.

## Galerie

Altdorf et le lac d'Umer.
Berne : porte d'Aarberg.
La vallée de Lauterbrunnen.
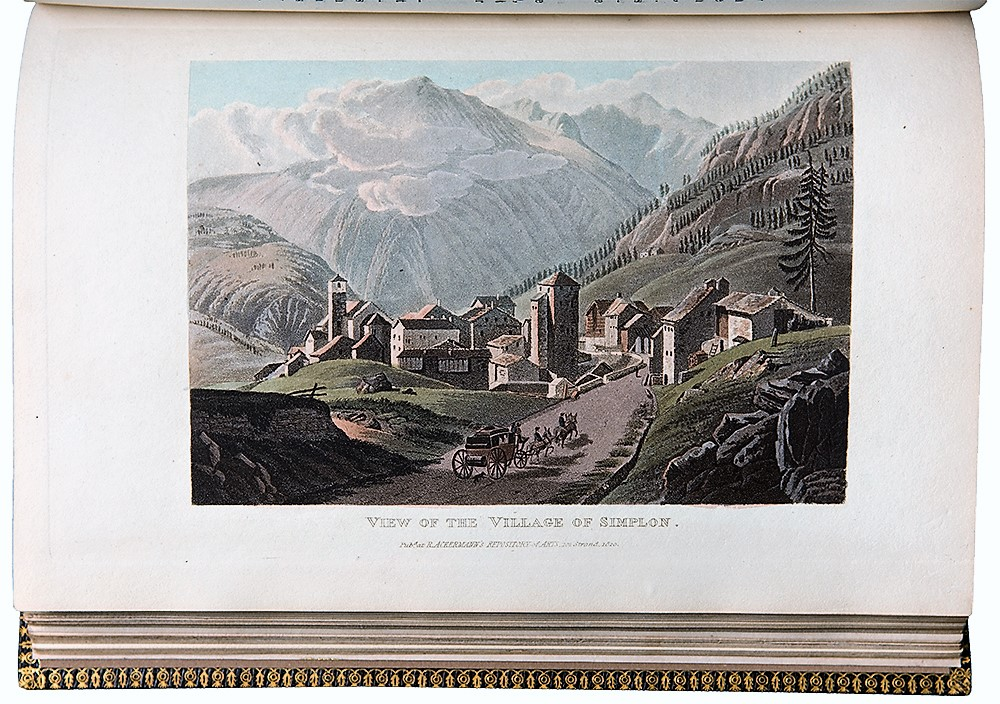
Vue du Simplon.

## Publications
- Voyage pittoresque de Genève à Milan par le Simplon (1811), texte de Jean Frédéric d'Ostervald (1773-1850) , illustré par G. Lory père, fils et Maximilien de Meuron (1785-1868).
- Voyage pittoresque dans la vallée de Chamouni et autour du Montblanc (1815).
- Voyage dans l'Oberland bernois (1822).